# الیسا کرامپتون
الیسا کرامپتون (به انگلیسی: Elysia Crampton) موسیقی‌دان، تهیه‌کننده موسیقی آمریکایی است.
او یک زن ترنس است.